# Almitrine
L'almitrine, commercialisée  soit sous forme de bismésilate (en anglais : bismesylate), soit associée à la raubasine est un dérivé de diphénylméthylpipérazine classé « stimulant respiratoire » (R07AB07) dans la classification ATC (classification anatomique, thérapeutique et chimique). Elle améliore les paramètres gazométriques par stimulation agoniste des chémorécepteurs périphériques situés au niveau de l'aorte et des carotides.

## Indications
- L'almitrine seule est autorisée en France depuis 1982 dans l’indication d'insuffisance respiratoire avec hypoxémie en rapport avec une bronchopneumopathie chronique obstructive (BPCO)[4],[5].

- Associée à la raubasine, elle a perdu son autorisation de mise sur le marché le 28 septembre 2005[6].

## Effets indésirables
- Nausées
- Pyrosis
- Amaigrissement
- Neuropathies périphériques avec paresthésies.

En avril 2013, l'Agence nationale de sécurité du médicament et des produits de santé (ANSM), en France, considère que « l'efficacité des médicaments contenant de l'almitrine s’avère insuffisante alors que persistent des préoccupations en matière de sécurité d’emploi (principalement neuropathies périphériques et perte de poids). »
En attendant la décision du « Groupe de coordination pour la reconnaissance mutuelle et les procédures décentralisées - médicaments à usage humain » (CMDh), l'ANSM recommande aux prescripteurs de ne plus initier de traitement par almitrine,.
Le 3 juin 2013, à la demande de l'ANSM, les médicaments à base d'almitrine ont été réévalués en raison de préoccupations concernant les effets secondaires et en raison d'un risque de neuropathies périphériques et de perte de poids, l'almitrine est retirée du marché européen de façon définitive le 25 juillet 2013.